# El afgano
El Afgano, “The Afghan”, título en inglés original, es una novela de Frederick Forsyth publicada en 2006. Mezcla hechos reales con ficción en la guerra contra el terrorismo islámico, sus antecedentes, su potencialidad actual y sus posibles blancos. 
En la historia aparece el personaje de Mike Martin y su hermano Terry, mismos que aparecen en una novela previa del mismo autor: El Puño de Dios. Siguiendo la línea de esta previa novela, los detalles y la verdad, no se revelan hasta el final de la historia.

## Argumento
Esta sección contiene spoilers, si no ha leído la novela no es recomendable leerla.
La trama inicia cuando los servicios secretos Estadounidenses y Británicos descubren información de al Qaeda sobre un plan de un importante ataque terrorista, sin tener mayor detalle de que tipo de ataque será y de donde será perpetrado.
Así el comandante Mike Martín es reintegrado a las fuerzas de espionaje Británicas, siendo que él ya está retirado. Al contar con el antecedente de su educación árabe y el ya haber cumplido misiones encubiertas en Afganistán con la tribu Pastun durante la invasión Soviética y en Kuwait e Irak durante la primera Guerra del Golfo, además de poder pasar por un Afgano, es el agente ideal para la misión de espionaje.
La culpa de que sea elegido se logra por una indiscreción de su hermano Terry, el cual es parte del “Comité del Corán”, formado por académicos que estudian sus textos y son consultores de los servicios secretos.
El arriesgado plan consiste en que Mike personifique a un prisionero que lleva 5 años en la cárcel de la Bahía de Guantánamo por la guerra contra los talibán. Este prisionero es Izmat Khan, un afgano que peleó contra los soviéticos durante la invasión y más tarde al lado de los talibanes contra Estados Unidos. Su odio contra Estados Unidos está bien fundamentado ya que una bomba cayó en su pueblo de las montañas de Tora Bora matando a toda su familia y etnia. En los años que Mike fue asesor militar de los afganos contra los soviéticos conoció a "El Afgano", siendo todavía este un adolescente. En esta guerra, Mike lo lleva a un puesto médico en las montañas después de que recibe en la pierna una esquirla de bala de un helicóptero. En el puesto médico es visitado por Osama Bin Laden. Este hecho junto con el que Mike sepa que tiene la herida en la pierna, le permiten a Mike  lograr la infiltración simulando ser "El Afgano" muchos años después de este hecho.
En la operación de infiltración, "El Afgano" es repatriado, pero en lugar de esto al Izmat Khan lo mandan a una prisión especialmente construida para esconderlo y al que se envía es a Mike Martin. Al ser repatriado, es liberado en una operación en Asia y logra llegar hasta una casa de seguridad de al Qaeda en Pakistán, donde pasa el interrogatorio para comprobar si es Izmat Khan, incluida la herida y sutura de la pierna ya que en la operación de encubrirmiento se le hace una herida y sutura similar a Mike.
Una vez aceptado se le encomienda el honor de participar en el importante plan suicida terrorista. Este plan terrorista se va desarrollando sin que Mike pueda más que enviar una señal de aviso de que el ataque será por barco. Esto inicia una búsqueda de posibles actos terroristas por barco en todo el mundo, desde los grandes tanques petroleros hasta barcos menores. Así se analizan todas las posibilidades, desde llenar un puerto con petróleo, explotar un buque en el puerto o utilizar un tanquero con gas y causar gran cantidad de muertes.
Los terroristas secuestran un buque tanque con gas natural, simulan que se hunde y lo esconden, modifican y pintan diferente, todo esto sin que Mike pueda hacer nada más que observar. Otro grupo de terroristas secuestra un segundo buque que se acerca a las costas de Florida, es descubierto y destruido pero este buque únicamente es una pantalla para que se crea que la amenaza ya pasó.
Paralelo a estos acontecimientos, Izmat Khan escapa cuando un jet militar choca con su nueva prisión, matando a varios agentes de la CIA y permitiendo huir a las montañas en la frontera con Canadá. Así se desarrolla una emocionante persecución llena de aventuras y tecnología que concluye cuando Izmat Khan es asesinado por el comando estadounidense aun y cuando ya se encontraba en Canadá.
Finalmente el buque tanque llega a las costas del atlántico de Estados Unidos donde el grupo G8 realizará su reunión en el barco Queen Mary 2, evitando los problemas de manifestaciones, bloqueos y problemas de seguridad comunes en estas reuniones. Así se descubre el plan: Asesinar a los líderes y asesores de los países más poderosos pertenecientes al grupo G8.
A unos minutos de que los terroristas logren el objetivo, Mike ahoga a parte de los terroristas y se queda en el barco, pero al tratar de detener a los dos terroristas que quedan recibe un disparo. Al recibir el disparo, Mike decide dar su vida y oprime el botón que explota el barco. Ya que el barco todavía no había liberado el suficiente gas a la atmósfera y no estaba a la distancia adecuada, no causa mayor daño que matar a Mike y los dos terroristas que quedaban.

## Relación con el terrorismo
En la novela se tratan varios temas relacionados con el terrorismo del siglo XXI: Los antecedentes y surgimiento de los talibanes, al Qaeda, las Yihad, los antecedentes de la invasión de la URSS a Afganistán. La supuesta operación del terrorismo moderno en Asia, Europa y océanos. Las operaciones de contraespionaje que realiza Estados Unidos con la CIA y Gran Bretaña con las agencias SAS y SIS. La tecnología para espiar vía aérea, satelital, comunicaciones, grupos de combate, etc. La novela realiza un análisis de posibles actos de terrorismo utilizando barcos ya sean gigantes buques tanque o barcos medianos.

## Referencia bibliográfica
- Forsyth, Frederick (2008). El Afgano. DE BOLSILLO. Primera Edición. ISBN 978-84-8346-553-0.

## Secuelas
- 1994 - El Puño de Dios

El autor no menciona la novela como secuela de El Puño de Dios pero sitúa al mismo personaje jubilado después de los hechos de esa novela, utilizando sus mismas raíces familiares, carácter, entrenamiento y educación en el servicio secreto Británico.